# ديمتريس كولوفوس
ديمتريس كولوفوس (مواليد 27 أبريل 1993) هو لاعب كرة قدم يوناني يلعب في مركز الوسط المهاجم أو الجناح في نادي شريف تيراسبول.

## روابط خارجية
- ديمتريس كولوفوس على موقع الاتحاد الدولي (مؤرشف)  (الإنجليزية)
- ديمتريس كولوفوس على موقع الاتحاد الأوربي (الإنجليزية)
- ديمتريس كولوفوس على موقع اتحاد تركيا (لاعب) (الإنجليزية)
- ديمتريس كولوفوس على موقع إي إس بي إن إف سي (الإنجليزية)
- ديمتريس كولوفوس على موقع قاعدة بيانات كرة القدم.إي يو (الإنجليزية)
- ديمتريس كولوفوس على موقع ليكيب (الفرنسية)
- ديمتريس كولوفوس على موقع ناشيونال فوتبول تيمز (الإنجليزية)
- ديمتريس كولوفوس على موقع Soccerway.com (الإنجليزية)
- ديمتريس كولوفوس على موقع عالم كرة القدم.نت (الإنجليزية)